# Schistura spiesi
Schistura spiesi és una espècie de peix de la família dels balitòrids i de l'ordre dels cipriniformes.
És un peix d'aigua dolça, bentopelàgic i de clima tropical, el qual es troba a Tailàndia: la cova Tham Phra Wang Daeng. Comparteix el seu hàbitat amb Neolissochilus subterraneus, especialment en zones més fondes i de poc cabal.
Les seues principals amenaces són la contaminació de l'aigua a causa dels residus domèstics i les activitats agrícoles, la seua captura per al comerç internacional de peixos d'aquari i les visites turístiques a l'interior de la cova on viu.

## Morfologia
- En vida, és de color rosat i sense un patró de color definit.
- Els mascles poden assolir els 11,9 cm de longitud total.
- És cec i els seus ulls, vestigials, es tornen menys visibles a mesura que creix.
- 12 radis tous a l'aleta dorsal i 8 a l'anal.[2][5]